# Uvbergsgölen
Uvbergsgölen är en sjö i Vetlanda kommun i Småland och ingår i Emåns huvudavrinningsområde. Sjön är 16 meter djup, har en yta på 0,019 kvadratkilometer och befinner sig 221,8 meter över havet.